# Temporada 1955-56 de los Minneapolis Lakers
La temporada 1955-56 fue la octava de los Minneapolis Lakers en la NBA. La temporada regular acabó con 33 victorias y 39 derrotas y ocupó el segundo puesto de la División Oeste, empatado con el segundo, los St. Louis Hawks, con los que jugaron un partido de desempate para determinar la clasificación. Se clasificaron para los playoffs en los que perdieron en las semifinales de división precisamente ante los Hawks.

## Elecciones en elDraft
| Ronda | Puesto | Jugador       | Posición | Nacionalidad   | Universidad   |
| ----- | ------ | ------------- | -------- | -------------- | ------------- |
| T     | -      | Dick Garmaker | Base     | Estados Unidos | Minnesota     |
| 2     | 12     | Chuck Mencel  | Base     | Estados Unidos | Minnesota     |
| -     | -      | K. C. Jones   | Base     | Estados Unidos | San Francisco |

## Temporada regular
| División Oeste       | División Oeste | División Oeste | División Oeste | División Oeste | División Oeste | División Oeste | División Oeste | División Oeste |
| Equipo               | G              | P              | %              | PD             | Casa           | Fuera          | Neutral        | Div            |
| -------------------- | -------------- | -------------- | -------------- | -------------- | -------------- | -------------- | -------------- | -------------- |
| x-Fort Wayne Pistons | 37             | 35             | .514           | -              | 19-7           | 10-17          | 8-11           | 19-17          |
| x-Minneapolis Lakers | 33             | 39             | .458           | 4              | 14-12          | 6-21           | 13-6           | 19-17          |
| x-St. Louis Hawks    | 33             | 39             | .458           | 4              | 15-11          | 11-17          | 7-11           | 18-18          |
| Rochester Royals     | 31             | 41             | .431           | 6              | 15-14          | 6-21           | 10-6           | 16-20          |

## Playoffs

### Semifinales de División
Minneapolis Lakers - St. Louis Hawks
| Fecha       | Partido                                     | Ciudad      |
| ----------- | ------------------------------------------- | ----------- |
| 17 de marzo | St. Louis Hawks 116, Minneapolis Lakers 115 | St. Louis   |
| 19 de marzo | Minneapolis Lakers 133, St. Louis Hawks 75  | Minneapolis |
| 21 de marzo | Minneapolis Lakers 115, St. Louis Hawks 116 | Minneapolis |
|             | St. Louis gana las series 2-1               |             |

## Estadísticas
| Rk | Jugador          | Edad | P  | PT | MP   | TC  | TCI  | %TC  | 3P | 3PI | %3P | TL  | TLI | %TL  | RO | RD | RT   | AS  | RB | TAP | BP | FP  | PTS  |
| 1  | Clyde Lovellette | 26   | 71 |    | 35.5 | 8.4 | 19.3 | .434 |    |     |     | 4.8 | 6.6 | .721 |    |    | 14.0 | 2.3 |    |     |    | 3.5 | 21.5 |
| 2  | Vern Mikkelsen   | 27   | 72 |    | 29.2 | 4.4 | 11.4 | .386 |    |     |     | 4.6 | 5.7 | .804 |    |    | 8.4  | 2.4 |    |     |    | 4.4 | 13.4 |
| 3  | Slater Martin    | 30   | 72 |    | 39.4 | 4.3 | 12.0 | .358 |    |     |     | 4.6 | 5.5 | .833 |    |    | 3.6  | 6.2 |    |     |    | 2.8 | 13.2 |
| 4  | Whitey Skoog     | 29   | 72 |    | 32.1 | 4.7 | 11.9 | .398 |    |     |     | 2.2 | 2.7 | .803 |    |    | 4.0  | 3.5 |    |     |    | 3.2 | 11.6 |
| 5  | Dick Schnittker  | 27   | 72 |    | 26.8 | 3.5 | 9.0  | .393 |    |     |     | 4.2 | 4.9 | .856 |    |    | 4.1  | 2.0 |    |     |    | 3.5 | 11.3 |
| 6  | George Mikan     | 31   | 37 |    | 20.7 | 4.0 | 10.1 | .395 |    |     |     | 2.5 | 3.3 | .770 |    |    | 8.3  | 1.4 |    |     |    | 4.1 | 10.5 |
| 7  | Ed Kalafat       | 23   | 72 |    | 22.8 | 2.7 | 7.5  | .359 |    |     |     | 2.6 | 3.5 | .738 |    |    | 6.1  | 1.8 |    |     |    | 3.3 | 8.0  |
| 8  | Dick Garmaker    | 23   | 68 |    | 12.8 | 2.0 | 5.5  | .370 |    |     |     | 1.6 | 2.0 | .806 |    |    | 1.9  | 1.5 |    |     |    | 1.9 | 5.7  |
| 9  | Chuck Mencel     | 22   | 69 |    | 14.1 | 1.7 | 5.4  | .320 |    |     |     | 1.1 | 1.4 | .813 |    |    | 1.6  | 1.9 |    |     |    | 1.1 | 4.6  |
| 10 | Lew Hitch        | 26   | 69 |    | 16.4 | 1.4 | 3.4  | .400 |    |     |     | 1.4 | 1.9 | .758 |    |    | 4.1  | 1.1 |    |     |    | 1.2 | 4.2  |
| 11 | Bob Williams     | 24   | 20 |    | 8.7  | 1.1 | 2.3  | .457 |    |     |     | 1.2 | 2.3 | .533 |    |    | 2.7  | 0.4 |    |     |    | 1.8 | 3.3  |
| 12 | Ron Feiereisel   | 24   | 10 |    | 5.9  | 0.8 | 2.8  | .286 |    |     |     | 1.4 | 1.6 | .875 |    |    | 0.6  | 0.6 |    |     |    | 0.9 | 3.0  |
| 13 | Johnny Horan     | 23   | 12 |    | 4.2  | 0.3 | 1.3  | .250 |    |     |     | 0.3 | 0.4 | .800 |    |    | 0.5  | 0.1 |    |     |    | 0.6 | 1.0  |
| 14 | Jim Holstein     | 25   |    |    |      |     |      |      |    |     |     |     |     |      |    |    |      |     |    |     |    |     |      |

## Galardones y récords
| Jugador          | Galardón                    |
| Clyde Lovellette | 2º Mejor quinteto de la NBA |
| Slater Martin    | 2º Mejor quinteto de la NBA |